# Formica maxillosa
Formica maxillosa är en myrart som beskrevs av Fabricius 1775. Formica maxillosa ingår i släktet Formica och familjen myror. Inga underarter finns listade i Catalogue of Life.